# A-6303
La A-6303 es una carretera jienense que conecta Siles y Orcera, pasando por la localidad de Benatae. Nace en un cruce con la carretera  A-310 , así que no nace exactamente en Siles, sino en su término municipal. Es el principal acceso a Benatae desde el norte y el sur de la Sierra de Segura. Mide poco más de 13 kilómetros. En el incendio de agosto de 2022, se quemaron 9,5 hectáreas, las cuales, ahora en septiembre de 2022, están estabilizadas. La carretera fue cortada desde el inicio hasta el cruce con la carretera vecinal  JV-7021 .